# Понтун-Біч (Іллінойс)
Понтун-Біч (англ. Pontoon Beach) — селище (англ. village) в США, в окрузі Медісон штату Іллінойс. Населення — 5876 осіб (2020).

## Географія
Понтун-Біч розташований за координатами 38°42′31″ пн. ш. 90°4′41″ зх. д. / 38.70861° пн. ш. 90.07806° зх. д. (38.708631, -90.078140).  За даними Бюро перепису населення США в 2010 році селище мало площу 32,53 км², з яких 25,94 км² — суходіл та 6,59 км² — водойми.

## Демографія
Згідно з переписом 2010 року, у селищі мешкало 5836 осіб у 2224 домогосподарствах у складі 1536 родин. Густота населення становила 179 осіб/км².  Було 2454 помешкання (75/км²).
Расовий склад населення:
| - 87,2 % — білих - 6,6 % — чорних або афроамериканців - 1,0 % — азіатів - 0,3 % — корінних американців - 2,6 % — осіб інших рас |

До двох чи більше рас належало 2,3 %. Частка іспаномовних становила 5,7 % від усіх жителів.
За віковим діапазоном населення розподілялося таким чином: 23,6 % — особи молодші 18 років, 66,3 % — особи у віці 18—64 років, 10,1 % — особи у віці 65 років та старші. Медіана віку мешканця становила 36,5 року. На 100 осіб жіночої статі у селищі припадало 94,7 чоловіків;  на 100 жінок у віці від 18 років та старших — 93,3 чоловіків також старших 18 років.
Середній дохід на одне домашнє господарство  становив 59 928 доларів США (медіана — 45 304), а середній дохід на одну сім'ю — 64 911 долар (медіана — 54 493). Медіана доходів становила 44 294 долари для чоловіків та 32 109 доларів для жінок. За межею бідності перебувало 24,6 % осіб, у тому числі 42,0 % дітей у віці до 18 років та 11,7 % осіб у віці 65 років та старших.
Цивільне працевлаштоване населення становило 2791 осіб. Основні галузі зайнятості: освіта, охорона здоров'я та соціальна допомога — 18,1 %, виробництво — 16,4 %, транспорт — 11,4 %, роздрібна торгівля — 11,4 %.